# Madame Monsieur
Madame Monsieur es un dúo de pop francés compuesto por Émilie Satt y Jean-Karl Lucas, el cual representó a Francia en el Festival de la Canción de Eurovisión 2018 con la canción «Mercy».

## Carrera
Émilie Satt y Jean-Karl  se conocieron en 2008, y formaron Madame Monsieur en 2013. En 2015 compusieron la canción «Smile» para el rapero francés Youssoupha y, posteriormente participaron en Taratata.
El 4 de noviembre de 2016, Madame Monsieur publicó su primero álbum de estudio, Tandem. El álbum incluye los singles «You Make Me Smile», «Égérie», «See Ya», «Morts ou vifs», «Partir» y «Tournera». 

### Eurovision 2018

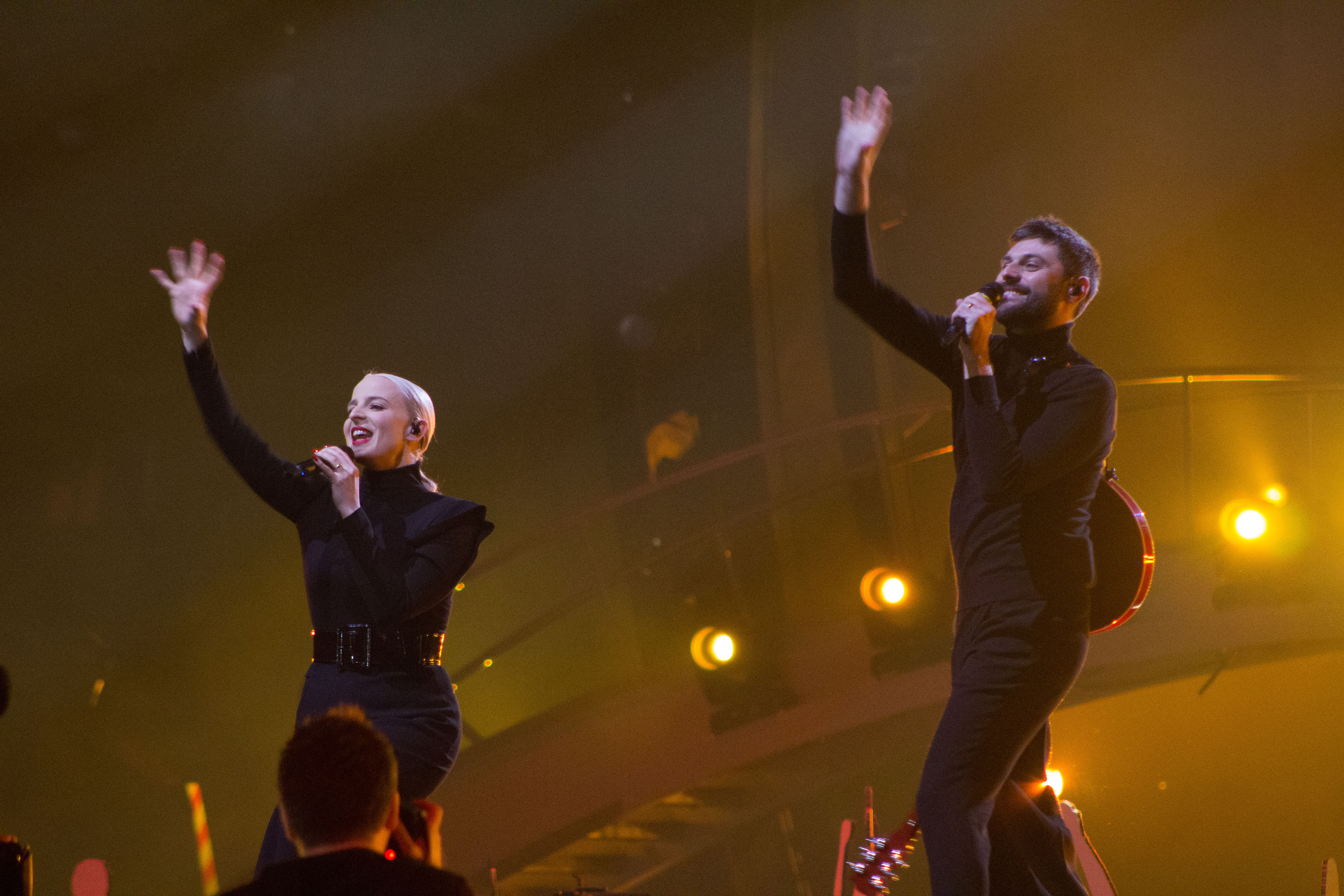
Actuación de Francia en Eurovision 2018. 12 de mayo, Lisboa

El 1 de enero de 2018 corfirmaron su participación en Destination Eurovision 2018, programa en que se eligió el representante francés para el Festival de la Canción de Eurovisión 2018, con la canción «Mercy». La canción versa sobre una niña del mismo nombre nacida en medio de la crisis migratoria en Europa. Participaron en la segunda semifinal del programa, grabada el 9 de enero de 2018 y retransmitida el 20 de enero. Interpretaron una versión de «Désenchantée», de Mylène Farmer y su canción para Eurovisión. Tras ganar la semifinal, participaron en la final, que se transmitió en directo el 27 de enero. A pesar de obtener la tercera plaza en la votación del jurado internacional, gracias al voto del público ganaron el concurso, obteniendo el derecho a representar a Francia en el Festival de la Canción de Eurovisión 2018.
La promoción de "Mercy" les llevó a actuar en Londres, en el "Eurovision in Concert" de Ámsterdam, en Israel Calling de Tel Aviv y en la EsPreparty de Madrid, además de lanzar una versión de la canción tanto en inglés como en español. A pesar de su condición de "favoritos" y un gran apoyo del público, colocándose días antes de la final en tercer lugar en las casas de apuestas de pago, finalmente consiguieron la decimotercera plaza de 26 finalistas en la final del 12 de mayo, celebrada en Lisboa. En la votación del jurado habían conseguido el octavo puesto. 
"Mercy" fue número #3 en las listas de ventas francesas. Su vestuario y la escenografia estuvo diseñado por Jean Paul Gaultier, ya habitual en el festival.

## Vida personal
Émilie Satt y Jean-Karl se conocieron en un bar de Montmartre en 2008. Finalmente se casaron en 2015.

## Miembros
- Émilie Satt: vocalista.

- Jean-Karl Lucas: corista, guitarrista y productor.